# Inteligência em elefantes

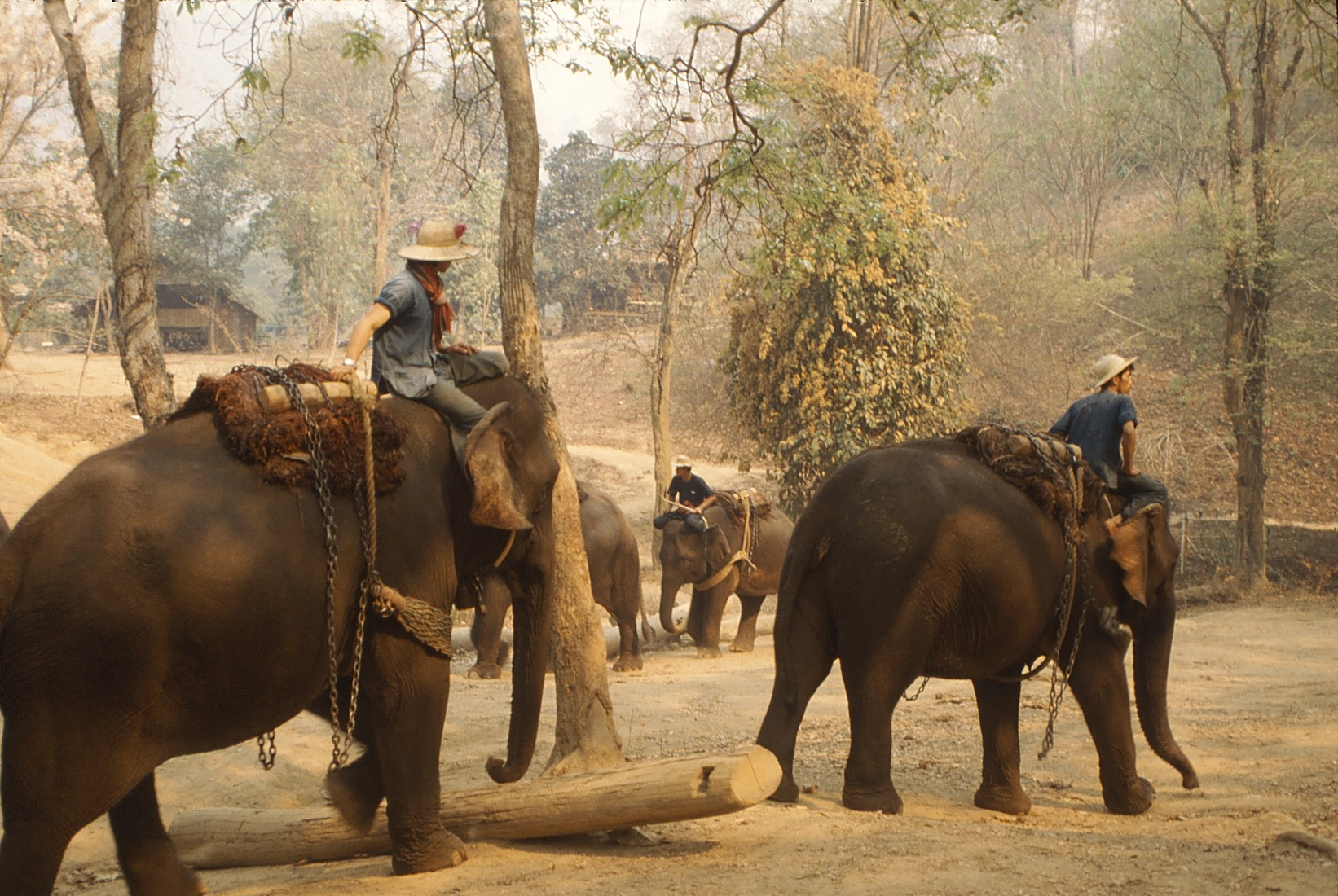
Elefantes sendo treinados na Tailândia, em 1992. Há séculos esses animais são presos e treinados a fim de satisfazer os interesses de seres humanos.

Os estudos da inteligência em elefantes têm demonstrado que tais animais são dotados de um aparato cognitivo capaz de lhes propiciar diversas ações que podem ser compreendidas como sinais de inteligência, colocando-os entre os mais inteligentes do reino animal. Eles são capazes, por exemplo, de reconhecer suas próprias imagens num espelho, ou mesmo serem capazes de efetuar somas.